# مجد الدين الجابري
مجد الدين الجابري (1909م –1967م) سياسي ومهندس من حلب. وتسلم عدة حقائب وزارية في سوريا.

## ولادته وتحصيله
مجد الدين بن كمال فتحي الجابري من مواليد حلب سنة 1327 هـ /1909م وهو من الاسر الحلبية المعروفة وهو من عائلة سعدالله الجابري واحسان الجابري درس في مدارسها في ثـانـويـة الـمـأمـون ثم درس الهندسة المدنية في بريطانيا.

## عمله ووظائفه
- عمل في بلدية عمان (الأردن) 1937م[2]
- أمين سر بلدية حلب 1943م.[2]
- رئيس بلدية حلب 1946م و1947م و1948م.[3]
- وزير الاشغال العامة من 16 كانون الثاني ولغاية 29 آذار 1949 م في حكومة خالد العظم الثانية.
- وزير الاشغال العامة والمواصلات من 13 آب/أغسطس لغاية 17 آب/أغسطس 1949م في حكومة هاشم الاتاسي.
- وزير الاشغال العامة و المواصلات من 29 تشرين الأول 1954 لغاية 13 شباط 1955حكومة فارس الخوري الرابعة.
- وزير الاشغال العامة و المواصلات من 14 حزيران 1956م لغاية 31 كانون الأول 1956م حكومة صبري العسلي الثالثة.
- سافر الى الكويت عام 1958 وبقي فيها بمرتبة وزير لإنشاء البنية التحتية لمدينة الكويت.[بحاجة لمصدر]

## من آثاره
له دور كبير في لحفاظ على حلب القديمة وحمايتها وفي تخطيط حلب الجديدة.
ارتبط اسمه بالحديقة العامة بحلب والتي ينسب البعض بناءها للاستعمار الفرنسي، خلال فترة رئاسته لبلدية حلب، استملك وقف الجابري في باب الفرج (لصالح بلدية حلب) بقروش قليلة أثارت سخط العائلة والمستفيدين من الوقف و باعها واشترى بثمنها منطقة الحديقة العامة ويقال أن نمط تقسيمها مستمد من تقسيمات حدائق قصر فرساي في فرنسا وكذلك بمشاريع حيوية مهمة كالصرف الصحي.[بحاجة لمصدر]

## وفاته
توفي مجد الدين الجابري سنة 1387هـ /1967م.